# 蔣経国暗殺未遂事件
蔣経国暗殺未遂事件（しょうけいこくあんさつみすいじけん、繁体字中国語: 四二四刺蔣案, 槍擊蔣經國事件）は、前年に中華民国の行政院副院長となった蔣経国が米国を訪問中だった1970年（民国59年）4月24日、台湾から米国の大学院に留学中の学生であった黄文雄らによってニューヨーク市中心部のプラザホテルの入り口で狙撃され、暗殺未遂となった事件である。

## 事件の背景
1960年代の後半、軍事独裁化している中国国民党を倒して台湾独立を目指す運動は台湾島外で活発であり、主として日本を拠点としておこなわれていた。しかし、アメリカでも1966年6月に全米台湾独立連盟（繁体字中国語: 全美台灣獨立聯盟、英: United Formosans in America for Independence、略称: UFAI）がペンシルベニア州フィラデルフィアで設立されたように、独立運動の萌芽が生まれた。三年半後の1970年1月1日には、各国で個別に活動していた台湾独立派の5団体が合同して台湾独立連盟（繁体字中国語: 台灣獨立聯盟、英: World United Formosans for Independence、略称: WUFI、台独聯盟、独盟）の結成を発表して総本部を米国に置き、1月3日には、1964年9月に台湾独立を訴える「台湾自救運動宣言」を教え子の魏廷朝、謝聰敏と共同で発表したことで中華民国国防部情報局から厳しい監視を受けていた台湾大学政治学部の彭明敏・前学部長が、海外の友人らの助けを借りて偽造パスポートでスウェーデンへと脱出した。また同年2月8日には、台湾台東県東河郷泰源の刑務所で江炳章（1943年 - 1970年）らが武力蜂起（泰源事件）を計画したが、失敗に終わった。
1970年4月4日、ニューヨーク・タイムズ紙は、蒋介石総統の息子で行政院副院長の蒋経国が、ロジャーズ国務長官の招きで訪米し、中華民国政府に対する米政府の援助を要請することを明らかにした。蒋の訪米を知った台独聯盟メンバーの鄭自才（1936年 -、当時33歳、国立成功大学建築学科卒、カーネギーメロン大学建築学修士、マルセル・ブロイヤー建築設計事務所勤務）、黄文雄（1937年 -、当時32歳、国立政治大学新聞学科卒、ピッツバーグ大学修士、コーネル大学大学院博士課程〈社会学専攻〉に留学中）、黄晴美（1939年 - 2018年、当時30歳、黄文雄の妹、新竹女子高校・国立台湾師範大学英語学部卒業、ピッツバーグ大学社会学研究所に留学中、鄭自才の妻）の3名は、蒋経国に対して一歩進んだ行動を起こすべきだと決意した。
黄文雄、鄭自才らは、蒋経国を暗殺することで自分たち台湾独立派のメッセージを国際社会に向けて表明し、台湾のために独裁者を打ち倒し、台湾に新たな可能性を生み出すことができると考えた。1970年2月28日、米国台湾独立連盟（UFAI）海外連絡員の陳榮成（1937年 - ）が、同連盟の資金で25口径ベレッタ拳銃1丁と弾丸50発をルイジアナ州で購入した（登録番号G42964）。3月2日、陳はさらに22口径ベレッタ拳銃1丁と弾丸50発を購入（登録番号39442）。これらについては、のちに法廷で銃器店オーナーが証言している。ただし、陳榮成自身は同年4月17日にニューヨークの鄭自才に銃2丁を引き渡した際に、拳銃は練習目的でのみ使用するよう伝えており、その銃が暗殺に用いられるとは知らなかったと述べている。黄文雄は自分は未婚で、家もないのだからと考えて、狙撃の実行犯の任を自ら引き受けた。黄文雄は馬祖列島の予備士官小隊長（預備軍官排長）だったころに射撃訓練の経験があった。鄭自才は拳銃を入手すると、4月19日にニューヨーク東部のロングアイランドの海辺の広場で黄文雄とともに射撃練習をおこなった。現場の下見や現地活動などは黄家の兄妹二人と鄭自才の三人のみで実行し、鄭はこれを「黄家と鄭家の反暴力活動」と称した。

4月17日に鄭自才と議論し、実行前夜の23日には三人とともに最終確認に臨んだ台独聯盟メンバーの賴文雄（1934年 - 2012年、国立台湾大学政治学部、同大政治研究所卒業、米国University of the West修士）は、この暗殺計画が生まれた理由を2000年におこなわれた座談会で次のように回想している。

## 事件の過程
1970年4月18日、蒋経国は10日間の予定で米国を訪問した。蒋の訪米を前に台湾独立連盟（WUFI）の蔡同榮主席はリチャード・ニクソン米大統領へ書簡を送り、「蒋家政権」への援助を中止するよう求めた。4月18日、蒋経国が西海岸ロサンゼルスに到着すると、台湾独立連盟は蒋の訪米に反対する最初のデモ行進を開始した。4月20日、蒋経国がワシントン郊外のアンドルーズ空軍基地に到着すると、台湾独立連盟のメンバー60人が「私たちは台湾だ〔中華民国ではない〕」「台湾は民族自決と自由を求める」といったスローガンを掲げて呼号した。同日、蒋経国がホワイトハウスにニクソン大統領を訪問すると、ワシントンDC地区の台湾独立同盟は3回目の反蒋デモをホワイトハウス前で実施し、「台湾が必要とするのは自由だ、軍事援助ではない！」と記したビラを配って意思を表明した。

4月24日、蒋経国がニューヨークのプラザホテルに到着し、4回目のデモ行進をニューヨーク地区の台独連盟メンバーが実行しているさなか、ついに黄文雄が蒋を狙撃して失敗、逮捕される事態が発生した。黄文雄はホテル正面エントランスの南東の角で、妹の黄晴美がハンドバッグに隠していた拳銃を受け取り、通路を警備している者がいないのを確認して、静かに入口の回転ドアに向かって進んだ。正午ごろ、アメリカ東部商工会議所の昼食会に出席するため蒋経国の乗った車がプラザホテルに到着し、蒋はボディガードと警察官に護衛されて石の階段をあがり、ホテル玄関の回転ドアに向かった。その時、蒋経国を取り囲む群衆にまぎれて黄文雄が近づき、銃を構えて発砲しようとしたが、機敏なアメリカ人警察官の一人が銃を持つ黄の手をつかんで素早く下から上にあげさせたため、発射された銃弾は蒋経国の頭上約20センチメートルのところを飛んで命中せず、ホテルの回転ドア上部のガラスに向かって飛んだ。取り押さえられ地面に制圧された黄文雄は大声で、「Let me stand up like a Taiwanese!（台湾人のように立たせてくれ！）」と叫んだ。その状況を見て助けに入った鄭自才も警棒で殴り倒され、頭部負傷により大量出血した。二人は車に押し込まれながらもなお「台湾独立万歳！」と叫び続けた。

## 起訴と刑罰、保釈と逃亡
黄文雄と鄭自才はニューヨーク市警の西54丁目警察署に連行され、4月29日にマンハッタンの裁判所に起訴された。黄は殺人未遂、危険物所持、公務執行妨害の罪で、鄭自才は殺人未遂幇助と公務執行妨害の罪で起訴された。4月24日の蒋経国銃撃事件は、世界中の注目を集め、アメリカ、日本、ヨーロッパ、カナダのラジオ局や主要新聞がこぞって大きく報道し、台湾外での台湾独立運動が盛り上がるきっかけとなった。起訴された黄・鄭両名を救出するため、海外の台湾人によって「台湾人権訴訟基金」（Formosan Civil Liberty Defense Fund）が設立され、両名の保釈金・計20万米ドルの資金を集めた。鄭自才（保釈金9万ドル）は5月26日に、黄文雄（保釈金11万ドル）は7月8日に保釈された。
1971年6月、翌月6日に予定された判決を前に、保釈中の黄文雄と鄭自才はアメリカから逃亡した。鄭自才は同年8月、スウェーデン政府に亡命を要請した。しかし翌年6月30日、アメリカ政府はスウェーデン政府に対して鄭自才の身柄を引き渡しアメリカで裁判を受けさせるよう要求し、1973年8月8日、鄭自才はニューヨークの裁判所で殺人未遂罪で5年、殺人教唆の罪（唆使罪）で5年の判決を受け、服役した。鄭自才は22カ月後に仮釈放され、スウェーデンを経てカナダに住んだ。のち1991年1月、鄭自才は台湾への入国を拒否されたが、同年6月に台湾に密入国し、翌1992年、台湾の裁判所は不法入国の罪で鄭自才に懲役1年の実刑を言い渡した。一方の黄文雄は1971年11月、アメリカからカナダに逃亡したのち消息不明となり、再び台湾にその姿を現したのは1996年の春、26年間の潜伏生活を経たのちだった。もしも暗殺事件に関与していなければ、黄文雄はアメリカで学位を取得した最初の台湾人の社会学博士になったかもしれない。

一方、黄晴美は子供を連れてスウェーデンに渡り、ストックホルムで鄭自才と再会してともに暮らしたが、鄭がアメリカに引き渡され、刑期を終えて戻ると考え方の相違から離婚した。離婚後、鄭自才はカナダに住んだが黄晴美はスウェーデンに留まり、社会運動に参加し続け、移民にスウェーデン語を教え、母語での文章の書き方を研究し、2018年1月30日にスウェーデンで死去した。彼女の伝記は事件から53年を経た2023年4月、鄭自才の2番目の妻でもある呉清桂によって『ガン・アンド・ローズ : 蒋経国暗殺未遂事件の民主化闘士 黄晴美（槍與玫瑰：424刺蔣案的民主鬥士：黃晴美）』のタイトルで初めて公刊された。

## 台湾独立運動の動向
この事件は台独聯盟（台湾独立建国連盟）内部に、台湾の自由をもたらすのは“現実的”な行動か“平和的”な行動か、“行動派”と“平和派”の方向性（路線）をめぐる論争を引き起こし、また行動路線を推し進めた初代会長の蔡同榮の再選断念につながった。事件のあと鄭自才と黄文雄の二人は台独連盟を脱退し、そのほかに賴文雄、王秋森ら多くのメンバーも連盟を離れることとなった。のちに鄭自才は「蔡同榮、張燦鍙、陳隆志のようなリーダーは保守的すぎる」と評した。
事件で使われた拳銃を購入し自身の名前で所持登録（登記）する役割を担った陳榮成は、2015年に『四・二四事件について私が知っていること : 1970年ニューヨーク蒋経国襲撃事件』を刊行し、「冤罪はごめんだ、もう悪者にされたくない（沉冤莫白）」と述べた。これは実行犯の黄文雄の使った銃が自分の名前で登録されていたことや、鄭自才が「私の有罪を立証できる証人は陳榮成だけだ」と言ったのに対して、しかし当時の彼はアメリカで暗殺事件を引き起こすことに積極的に反対していたためである。
陳榮成は、「事件以前の台湾独立建国連盟の計画は、台湾島内での武力抵抗を排除せず、アメリカでの武力抵抗はおこなわない、というものだった。[...] 連盟の同志や各種の新聞雑誌による度重なる私への中傷は、苦い黄蓮を黙って食べさせられる人間のような気持ちにさせている。30年以上にわたり私が真実を語らなかった理由は、以下の3つである。（1）鄭自才のために払った犠牲は非常に大きく、台湾人の間で鄭自才の印象を良く保つために私への理不尽は非難は気にしなかったから。（2）米国法の問題が関係しているから。（3）個人の英雄的行為とは別に、台湾独立聯盟はアメリカ政府から違法な暴力組織に分類されてしまい、国民党の奸計にはまることになったから。」と述べている。この事件で銃を提供し、のちに法廷で証言に立った陳榮成は、裁判所が鄭自才の有罪判決を下すにあたって重要な証人となった。以来、鄭自才と陳榮成は言葉を交わしていない。
2017年2月に鄭自才は、あの事件では当時台湾独立連盟の初代主席だった蔡同榮が車で彼と黄文雄をニューヨークのプラザホテルまで送ったあと連絡が取れなくなった、1970年2月にロサンゼルスで起きた台湾独立運動家の王文宏が計画した蒋経国暗殺事件（コードネーム「鎮山」と呼ばれた）でも同様だったと、後年台湾へ戻った自分が遠慮なく公表したために、蔡同榮は「火消し」にやっきになったと述べた。蔡同榮が民間全民電視公司（FTV）の社長（董事長）だった時期に、台北市八徳路3段にあるFTVの初代本社の近くで一対一の会食を持ちかけられ、彼は「蔡同榮は最後の最後で連絡を絶った」などといった話をするのをやめてほしいと頼み、さらには台北市内湖区に建設するFTV新本社の設計権を与えて黙らせようとまでしたが、「今の時代にはすべて公開コンペとすべきだ」と興味を示さなかった。